# Canton de Saint-Brieuc-Sud
Le canton de Saint-Brieuc-Sud est une ancienne division administrative française, située dans le département des Côtes-d'Armor et la région Bretagne.

## Composition
Il était composé de la majeure partie du centre-ville, ainsi que des quartiers de Sainte-Thérèse, Gouédic, Beauvallon, La Croix Saint-Lambert et La Ville Oger.
À l'origine, il y avait les communes de : Hillion, Langueux, Plédran, Saint-Donan, Saint-Julien, Trégueux et Yffiniac.

## Démographie
| 1982 | 1990   | 1999   | 2006   | 2011   | 2012   |
| ---- | ------ | ------ | ------ | ------ | ------ |
| -    | 14 405 | 15 409 | 15 529 | 15 214 | 15 019 |

## Histoire
Le canton s'appelait auparavant Saint-Brieuc-Midi

## Représentation

### Conseillers généraux de 1833 à 2015
| Période         | Période                   | Identité                                              | Étiquette       | Qualité |
| --------------- | ------------------------- | ----------------------------------------------------- | --------------- | --- |
| 1833            | 1842                      | Joseph Marie Emmanuel Augustin Bellom (1797-?)        |                 | Avocat, juge, notaire et propriétaire à Saint-Brieuc                                                             |
| 1842            | 1848                      | Louis François Marie Gouzillon de Bélizal (1788-1853) |                 | Sous-intendant militaire Propriétaire à Saint-Brieuc                                                             |
| 1848            | 1862 (décès)              | Baron Jean-Baptiste Thieullen                         | Droite          | Ancien Préfet, Député (1849-1851, 1852-1853) Sénateur (1853-1862)                                                |
| 1862            | 1864                      | Jules Henri Geslin de Bourgogne (1812-1877)           |                 | Propriétaire à Saint-Brieuc, ancien capitaine de l'artillerie, historien                                         |
| 1864            | 1871                      | Achille-Marie, Comte Latimier du Clésieux             |                 | Homme de lettres Maire de Langueux (1859-1870)                                                                   |
| 1871            | 1885                      | Jean-Marc Piédevache                                  |                 | Négociant Maire de Saint-Brieuc (1872-1874)                                                                      |
| 1885            | 1896                      | Charles Pradal                                        | Républicain     | Maire de Saint-Brieuc (1881-1890)                                                                                |
| 1896            | 1901                      | Marie-Ange Rioust de Largentaye                       | Droite          | Propriétaire Maire de Saint-Lormel Député (1871-1883)                                                            |
| 1901            | 1907                      | Louis Félix Ollivier                                  | Action libérale | Avocat Député (1902-1910) Conseiller municipal de Saint-Brieuc                                                   |
| 1907            | 1919 (décès)              | Julien Saintilan                                      | Rad.            | Maire d'Yffiniac, conseiller d'arrondissement                                                                    |
| 1919            | 1931                      | Victor Le Guen                                        | URD             | Architecte Conseiller municipal de Saint-Brieuc Député (1921-1932)                                               |
| 1931            | 1937                      | Julien-Etienne Saintilan                              | Rad.            | Agriculteur à Yffiniac                                                                                           |
| 1937            | 1941 (démission d'office) | Elie-Octave Brilleaud                                 | USR             | Industriel Maire de Saint-Brieuc (1931-1940) Révoqué par le Gouvernement de Vichy                                |
|                 |                           |                                                       |                 | |
| 1945            | 1951                      | Max Le Bail (1898-1988)                               | SFIO            | Représentant de commerce puis employé Maire-adjoint de Saint-Brieuc (1944-1953)                                  |
| 1951            | 1958                      | Eugène Rahuel                                         | MRP puis JR     | Médecin à Saint-Brieuc                                                                                           |
| 1958            | 1964 (décès)              | Antoine Mazier                                        | SFIO puis PSU   | Enseignant, ancien conseiller général du Canton de Plancoët Député (1946-1958) Maire de Saint-Brieuc (1962-1964) |
| 21 février 1965 | 1982                      | Yves Le Foll                                          | PSU puis PS     | Professeur puis censeur de lycée Député (1967-1968 et 1973-1978) Maire de Saint-Brieuc (1965-1983)               |
| 1982            | 1994                      | Jean-Luc Bommert (1942-2000)                          | PS              | Conseiller municipal de Saint-Brieuc                                                                             |
| 1994            | 2015                      | Christian Provost                                     | PS puis DVG     | Entrepreneur Conseiller municipal de Saint-Brieuc depuis 1994                                                    |

### Conseillers d'arrondissement (de 1833 à 1940)
| Période | Période           | Identité                         | Étiquette       | Qualité                                                                                                   |
| --- | ----------------- | -------------------------------- | --------------- | --- |
| Les données manquantes sont à compléter.                                                                    |                   |                                  |                 | |
| 1833 | 1836              | François Le Pomellec (1793-1853) |                 | Négociant et armateur, adjoint au maire de Saint-Brieuc Également élu dans le canton de Pléneuf-Val-André |
| 1836 | 1845              | M. Guyomar                       |                 | Juge de paix à Saint-Brieuc                                                                               |
| 1845 | 1848              | M. Sibert                        |                 | Négociant à Saint-Brieuc                                                                                  |
| Les données manquantes sont à compléter.                                                                    |                   |                                  |                 | |
| av.1856 | 1871              | M. Le Gall-La Salle              |                 | Propriétaire à Saint-Brieuc                                                                               |
| 1871 |                   | Louis de Castellan               |                 | Propriétaire à Saint-Donan                                                                                |
| |                   |                                  |                 | |
| | 1887 (annulation) | M. Feillet                       |                 | |
| |                   |                                  |                 | |
| 1907 | 1919              | Julien Saintilan                 | Rad.            | Maire d'Yffiniac                                                                                          |
| 1919 | 1928              | M. Haudecœur                     |                 | |
| 1928 | 1940              | Aristide Lorent                  | Union nationale | Conseiller municipal de Plédran                                                                           |
| Les conseils d'arrondissement ont été suspendus par la loi du 12 octobre 1940 et n'ont jamais été réactivés |                   |                                  |                 | |